# Reichstagswahlkreis Königreich Württemberg 6

Die Wahlkreisaufteilung des Deutschen Reichs.

Der Reichstagswahlkreis Königreich Württemberg 6 (in der reichsweiten Durchnummerierung auch Reichstagswahlkreis 313; auch Reichstagswahlkreis Reutlingen–Tübingen genannt) war der sechste Reichstagswahlkreis für das Königreich Württemberg für die Reichstagswahlen im Deutschen Reich und zum Zollparlament von 1868 bis 1918.

## Wahlkreiszuschnitt 1868
Bei der Zollparlamentswahl 1868 umfasste der Wahlkreis Königreich Württemberg 6 die Oberämter Esslingen, Nürtingen, Schorndorf und Welzheim. Dieser Landesteil lag ab 1871 in den Reichstagswahlkreisen Königreich Württemberg 5 und 10. Der Wahlkreis für die Oberämter Reutlingen, Tübingen und Rottenburg trug hingegen 1868 die Nummer Königreich Württemberg 15. Um die räumliche Kontinuität besser abzubilden, zeigt dieser Artikel für die Wahl 1868 daher die Ergebnisse des Wahlkreises Königreich Württemberg 15.

## Wahlkreiszuschnitt ab 1871
Der Wahlkreis umfasste die Oberämter Reutlingen, Tübingen und Rottenburg.
| Jahr | Einwohner |
| ---- | --------- |
| 1890 | 108.162   |
| 1895 | 110.771   |
| 1900 | 117.182   |
| 1905 | 125.333   |
| 1910 | 133.607   |

|      | Landwirtschaft | Industrie und Gewerbe | Handel und Dienstleistungen |
| ---- | -------------- | --------------------- | --------------------------- |
| 1895 | 53,8           | 36,9                  | 9,4                         |
| 1907 | 42,8           | 41,9                  | 15,3                        |

|      | Evangelisch | Katholisch |
| ---- | ----------- | ---------- |
| 1890 | 79,7        | 19,8       |
| 1905 | 79,1        | 20,1       |
| 1910 | 79,5        | 19,6       |

In Württemberg trat die NLP als Deutsche Partei auf. Die amtliche Statistik führte die Abgeordneten zur Vergleichbarkeit mit den Wahlergebnissen in anderen Teilen Deutschlands als NLP, auch waren die württembergischen Reichstagsabgeordneten Mitglieder der Reichstagsfraktion der NLP. Die Darstellung in diesem Artikel folgt dem. Aufgrund der protestantischen Prägung des Wahlkreises spielte die Württembergische Zentrumspartei keine große Rolle.

## Abgeordnete
| Wahl                             | Abgeordneter                    | Partei | Bild |
| -------------------------------- | ------------------------------- | ------ | ---- |
| Zollparlamentswahl 1868 bis 1871 | Friedrich Ammermüller           | DtVP   | 0    |
| Reichstagswahl 1871 bis 1874     | Rudolf von Wagner-Frommenhausen | DRP    | 0    |
| Reichstagswahl 1874 bis 1877     | Friedrich Ludwig Gaupp          | NLP    |      |
| Reichstagswahl 1877 bis 1878     | Friedrich von Payer             | DtVP   |      |
| Reichstagswahl 1878 bis 1881     | Friedrich Ludwig von Geß        | DRP    |      |
| Reichstagswahl 1881 bis 1887     | Friedrich von Payer             | DtVP   |      |
| Reichstagswahl 1887 bis 1890     | Friedrich Bayha                 | DRP    | 0    |
| Reichstagswahl 1890 bis 1917     | Friedrich von Payer             | DtVP   |      |
| Ersatzwahl 1918 bis 1918         | Adolf Scheef                    | FoVP   |      |

## Wahlen

### 1868
Es fand ein Wahlgang statt. Die Zahl der abgegebenen Stimmen betrug 9206.
| Kandidat              | Partei | Stimmen | in % | Anmerkungen |
| --------------------- | ------ | ------- | ---- | ----------- |
| Friedrich Ammermüller | V      | 6530    | 0    | 0           |

### 1871
Es fand ein Wahlgang statt. 19.457 Männer waren wahlberechtigt. Die Zahl der gültigen Stimmen betrug 9798, 18 Stimmen waren ungültig. Die Wahlbeteiligung betrug 30,4 %.
| Kandidat                        | Partei   | Stimmen | in % | Anmerkungen |
| ------------------------------- | -------- | ------- | ---- | ----------- |
| Rudolf von Wagner-Frommenhausen | DRP      | 7802    | 0    | 0           |
| Friedrich Ammermüller           | V        | 1993    | 0    | 0           |
| 0                               | Sonstige | 3       | 0    | 0           |

### 1874
Es fand ein Wahlgang statt. 20.046 Männer waren wahlberechtigt. Die Zahl der gültigen Stimmen betrug 14.445, 24 Stimmen waren ungültig. Die Wahlbeteiligung betrug 72,2 %.
| Kandidat               | Partei   | Stimmen | in % | Anmerkungen |
| ---------------------- | -------- | ------- | ---- | ----------- |
| Friedrich Ludwig Gaupp | NLP      | 7427    | 0    | 0           |
| Friedrich von Payer    | V        | 7016    | 0    | 0           |
| 0                      | Sonstige | 2       | 0    | 0           |

### 1877
Es fand ein Wahlgang statt. 21.108 Männer waren wahlberechtigt. Die Zahl der gültigen Stimmen betrug 17.015, 36 Stimmen waren ungültig. Die Wahlbeteiligung betrug 80,8 %.
| Kandidat                 | Partei           | Stimmen | in % | Anmerkungen |
| ------------------------ | ---------------- | ------- | ---- | ----------- |
| Friedrich von Payer      | Fraktionslos (V) | 9125    | 0    | 0           |
| Friedrich Ludwig von Geß | NLP              | 7868    | 0    | 0           |
| 0                        | Sonstige         | 22      | 0    | 0           |

### 1878
Friedrich Ludwig von Geß wurde auch von den Konservativen unterstützt. Es fand ein Wahlgang statt. 21.262 Männer waren wahlberechtigt. Die Zahl der gültigen Stimmen betrug 15.620, 49 Stimmen waren ungültig. Die Wahlbeteiligung betrug 73,7 %.
| Kandidat                 | Partei   | Stimmen | in % | Anmerkungen |
| ------------------------ | -------- | ------- | ---- | ----------- |
| Friedrich Ludwig von Geß | NLP      | 9190    | 0    | 0           |
| Friedrich von Payer      | V        | 5310    | 0    | 0           |
| Rudolf Probst            | Zentrum  | 65      | 0    | 0           |
| 0                        | SPD      | 35      | 0    | 0           |
| 0                        | Sonstige | 20      | 0    | 0           |

### Ersatzwahl 1880
Aufgrund seiner Ernennung zum Reichsgerichtsrat wurde das Mandat von Geß als erloschen erklärt und es kam zu einer Ersatzwahl. Es fand ein Wahlgang statt.
| Kandidat                 | Partei | Stimmen | in % | Anmerkungen |
| ------------------------ | ------ | ------- | ---- | ----------- |
| Friedrich Ludwig von Geß | NLP    | 3620    | 0    | 0           |
| Friedrich von Payer      | V      | 5860    | 0    | 0           |

### 1881
Es fand ein Wahlgang statt. 20.779 Männer waren wahlberechtigt. Die Zahl der gültigen Stimmen betrug 13.622, 58 Stimmen waren ungültig. Die Wahlbeteiligung betrug 65,8 %.
| Kandidat            | Partei   | Stimmen | in % | Anmerkungen |
| ------------------- | -------- | ------- | ---- | ----------- |
| Friedrich von Payer | V        | 7120    | 0    | 0           |
| Elben               | DRP      | 5986    | 0    | 0           |
| Ludwig Windthorst   | Zentrum  | 443     | 0    | 0           |
| Dr. Dulk            | SPD      | 68      | 0    | 0           |
| 0                   | Sonstige | 68      | 0    | 0           |

### 1884
Es fand ein Wahlgang statt. 20.880 Männer waren wahlberechtigt. Die Zahl der abgegebenen gültigen Stimmen betrug 14.229, 60 Stimmen waren ungültig. Die Wahlbeteiligung betrug 68,4 %
| Kandidat            | Partei   | Stimmen | in % | Anmerkungen |
| ------------------- | -------- | ------- | ---- | ----------- |
| 0                   | NLP      | 6969    | 0    | 0           |
| Friedrich von Payer | V        | 7158    | 0    | 0           |
| 0                   | S        | 93      | 0    | 0           |
| 0                   | Sonstige | 9       | 0    | 0           |

### 1887
Die Kartellparteien NLP und Konservative unterstützten Friedrich Bayha. Es fand ein Wahlgang statt. 21.620 Männer waren wahlberechtigt. Die Zahl der abgegebenen gültigen Stimmen betrug 18.975, 69 Stimmen waren ungültig. Die Wahlbeteiligung betrug 88,1 %
| Kandidat        | Partei   | Stimmen | in % | Anmerkungen |
| --------------- | -------- | ------- | ---- | ----------- |
| Friedrich Bayha | DRP      | 11.677  | 0    | 0           |
| 0               | V        | 7225    | 0    | 0           |
| 0               | S        | 64      | 0    | 0           |
| 0               | Sonstige | 9       | 0    | 0           |

### 1890
Die Kartellparteien NLP und Konservative unterstützten diesmal Josef Krauss. Es fand ein Wahlgang statt. 21.600 Männer waren wahlberechtigt. Die Zahl der abgegebenen gültigen Stimmen betrug 17.542, 66 Stimmen waren ungültig. Die Wahlbeteiligung betrug 81,2 %
| Kandidat            | Partei   | Stimmen | in %   | Anmerkungen          |
| ------------------- | -------- | ------- | ------ | -------------------- |
| Friedrich von Payer | DVP      | 9180    | 52,5 % | 0                    |
| Josef Krauss        | NLP      | 7870    | 45,0 % | Fabrikant Pfullingen |
| Karl Kloß           | SPD      | 245     | 1,4 %  | 0                    |
| Ludwig Windthorst   | Zentrum  | 148     | 0,9 %  | 0                    |
| 0                   | Sonstige | 33      | 0,2 %  | 0                    |

### 1893
NLP und Konservative einigten sich erneut auf einen Kandidaten aus den Reihen der NLP. Es fand ein Wahlgang statt. 22.146 Männer waren wahlberechtigt. Die Zahl der abgegebenen gültigen Stimmen betrug 17.054, 39 Stimmen waren ungültig. Die Wahlbeteiligung betrug 77,0 %
| Kandidat            | Partei   | Stimmen | in %   | Anmerkungen                  |
| ------------------- | -------- | ------- | ------ | ---------------------------- |
| Friedrich von Payer | DVP      | 9738    | 57,5 % | 0                            |
| Erwin Rupp          | NLP      | 5786    | 34,0 % | Dr., Landrichter, Ravensburg |
| Wilhelm Blos        | SPD      | 417     | 2,5 %  | 0                            |
| Adolf Gröber        | Zentrum  | 1062    | 6,2 %  | 0                            |
| 0                   | Sonstige | 12      | 0,1 %  | 0                            |

### 1898
Es fanden zwei Wahlgänge statt. 23.188 Männer waren wahlberechtigt. Die Zahl der abgegebenen gültigen Stimmen betrug im ersten Wahlgang 16.935, 33 Stimmen waren ungültig. Die Wahlbeteiligung betrug 73,0 %.
| Kandidat            | Partei   | Stimmen | in %   | Anmerkungen          |
| ------------------- | -------- | ------- | ------ | -------------------- |
| Friedrich von Payer | DVP      | 6859    | 40,6 % | 0                    |
| Erwin Rupp          | NLP      | 4605    | 27,2 % | 0                    |
| Friedrich Hermann   | SPD      | 2611    | 15,4 % | Eppedient, Stuttgart |
| Adolf Gröber        | Zentrum  | 2814    | 16,7 % | 0                    |
| 0                   | Sonstige | 13      | 0,1 %  | 0                    |

In der Stichwahl rief das Zentrum zur Wahlenthaltung auf. Die Zahl der abgegebenen gültigen Stimmen betrug in der Stichwahl 14.650, 38 Stimmen waren ungültig. Die Wahlbeteiligung betrug 63,2 %.
| Kandidat            | Partei | Stimmen | in %   | Anmerkungen |
| ------------------- | ------ | ------- | ------ | ----------- |
| Friedrich von Payer | DVP    | 9656    | 66,1 % | 0           |
| Erwin Rupp          | NLP    | 4956    | 33,9 % | 0           |

### 1903
List wurde von NLP, Konservativen und BdL unterstützt. Die Sonderkandidatur eines Mitglieds des Bauernbundes fand nicht die Unterstützung des BdLs. Es fanden zwei Wahlgänge statt. 25.373 Männer waren wahlberechtigt. Die Zahl der abgegebenen gültigen Stimmen betrug im ersten Wahlgang 19.535, 48 Stimmen waren ungültig. Die Wahlbeteiligung betrug 77,0 %.
| Kandidat            | Partei   | Stimmen | in %   | Anmerkungen |
| ------------------- | -------- | ------- | ------ | ----------- |
| 0                   | BBd      | 26      | 0,1 %  | 0           |
| Friedrich von Payer | DVP      | 6127    | 31,4 % | 0           |
| Friedrich List      | NLP      | 4744    | 24,4 % | 0           |
| Hermann             | SPD      | 5338    | 27,4 % | 0           |
| Adolf Gröber        | Zentrum  | 3242    | 16,6 % | 0           |
| 0                   | Sonstige | 10      | 0,1 %  | 0           |

In der Stichwahl rief die NLP zur Wahl von Payer auf, das Zentrum forderte Wahlenthaltung. Die Zahl der abgegebenen gültigen Stimmen betrug in der Stichwahl 15.981, 63 Stimmen waren ungültig. Die Wahlbeteiligung betrug 63,0 %.
| Kandidat            | Partei | Stimmen | in %   | Anmerkungen |
| ------------------- | ------ | ------- | ------ | ----------- |
| Friedrich von Payer | DVP    | 10.542  | 66,2 % | 0           |
| Hermann             | SPD    | 5376    | 33,8 % | 0           |

### 1907
Die NLP unterstützte von Payer. Da dieser auf die Forderungen der Konservativen nicht einging, kam es zur Sonderkandidatur von Körner. Es fand ein Wahlgang statt. 27.077 Männer waren wahlberechtigt. Die Zahl der abgegebenen gültigen Stimmen betrug 21.583, 42 Stimmen waren ungültig. Die Wahlbeteiligung betrug 79,7 %
| Kandidat                 | Partei   | Stimmen | in %   | Anmerkungen    |
| ------------------------ | -------- | ------- | ------ | -------------- |
| Theodor Christian Körner | BBd      | 1210    | 5,6 %  | Redakteur, MdL |
| Friedrich von Payer      | DVP      | 11.800  | 54,8 % | 0              |
| Alexander Schlicke       | SPD      | 5038    | 23,4 % | 0              |
| Adolf Gröber             | Zentrum  | 3491    | 16,2 % | 0              |
| 0                        | Sonstige | 2       | 0,0 %  | 0              |

### 1912
Von Payer trat als gesamtliberaler Kandidat an. Es fanden zwei Wahlgänge statt. 28.480 Männer waren wahlberechtigt. Die Zahl der abgegebenen gültigen Stimmen betrug im ersten Wahlgang 24.706, 51 Stimmen waren ungültig. Die Wahlbeteiligung betrug 86,7 %.
| Kandidat            | Partei   | Stimmen | in %   | Anmerkungen           |
| ------------------- | -------- | ------- | ------ | --------------------- |
| Friedrich von Payer | DVP      | 12.055  | 48,9 % | 0                     |
| Paul Krug           | K        | 1676    | 6,7 %  | Gewerkschaftssekretär |
| Alexander Schlicke  | SPD      | 7234    | 29,4 % | 0                     |
| Matthias Erzberger  | Zentrum  | 3682    | 14,9 % | 0                     |
| 0                   | Sonstige | 8       | 0,1 %  | 0                     |

In der Stichwahl unterstützten auch die Konservativen Payer. Das Zentrum rief zur Wahlenthaltung auf. Die Zahl der abgegebenen gültigen Stimmen betrug in der Stichwahl 21.025, 231 Stimmen waren ungültig. Die Wahlbeteiligung betrug 73,8 %.
| Kandidat            | Partei | Stimmen | in %   | Anmerkungen |
| ------------------- | ------ | ------- | ------ | ----------- |
| Friedrich von Payer | DVP    | 13.343  | 64,1 % | 0           |
| Alexander Schlicke  | SPD    | 7461    | 35,9 % | 0           |

### Ersatzwahl 1918
Nachdem Payer im November 1917 zum Stellvertreter des Reichskanzlers ernannt worden war, legte er sein Mandat nieder und es kam zu einer Ersatzwahl am 21. Januar 1918. Der Burgfrieden wurde eingehalten, es trat lediglich ein Kandidat an. Es fand ein Wahlgang statt.
| Kandidat     | Partei   | Stimmen | in %   | Anmerkungen |
| ------------ | -------- | ------- | ------ | ----------- |
| Adolf Scheef | FoVP     | 4408    | 96,9 % | 0           |
| 0            | Sonstige | 142     | 3,1 %  | 0           |